# Africa Unite: The Singles Collection
 (décembre 2013).
Si vous disposez d'ouvrages ou d'articles de référence ou si vous connaissez des sites web de qualité traitant du thème abordé ici, merci de compléter l'article en donnant les références utiles à sa vérifiabilité et en les liant à la section « Notes et références ».
Africa Unite: The Singles Collection est une compilation posthume de Bob Marley and the Wailers composée à partir de tous les albums qui ont fait la notoriété de Marley (Kaya, Uprising, Survival, Exodus...). Toujours avec la société d'édition de disques Tuff Gong Studio et sur le label Island.

## Titres
1. Soul Rebels
2. Lively Up Yourself
3. Trench Town Rock
4. Concrete Jungle
5. I Shot the Sheriff
6. Get Up, Stand Up
7. No Woman, No Cry
8. Roots, Rock, Reggae
9. Exodus
10. Waiting In Vain
11. Jammin'
12. Is This Love
13. Sun Is Shining
14. Could You Be Loved
15. Three Little Birds
16. Buffalo Soldier
17. One Love / People Get Ready
18. Africa Unite
19. Slogans
20. Stand Up Jamrock

## Édition limitée double CD
| CD 1 (1967-1972) 1. Bend Down Low 2. Mellow Mood 3. Stir It Up 4. Caution 5. Soul Rebel 6. Small Axe 7. Duppy Conqueror 8. Soul Shakedown Party 9. Kaya 10. Keep On Moving 11. Sun Is Shining 12. Don't Rock My Boat 13. Screw Face 14. Like Samba 15. Guava Jelly 16. Craven Choke Puppy 17. Lively Up Yourself 18. Trenchtown Rock 19. Concrete Jungle 20. Stand Up Jam Rock (Ashley Beedle Remix) | CD 2 (1973-2005) 1. I Shot the Sheriff 2. Get Up, Stand Up 3. Lively Up Yourself 4. No Woman, No Cry (live) 5. Roots, Rock, Reggae 6. Exodus 7. Waiting In vain 8. Jammin' 9. Is This Love 10. Satisfy My Soul 11. Sun Is Shining 12. Could You Be Loved 13. Three Little Birds 14. Redemption Song 15. Buffalo Soldier 16. One love/People Get Ready 17. Iron Lion zion 18. Africa Unite (Will.i.am Remix) 19. Slogans |